# Фландрия (графство)
Вижте пояснителната страница за други значения на Фландрия.
Графство Фландрия (на нидерландски: Vlaanderen; на френски: Flandre) е съставна ленна територия (феод), а по-късно и княжество в състава на Франкската империя и след това Кралство Франция, в днешните държави Белгия, Франция и Нидерландия. Историческите граници на Графство Фландрия са често променяни между 866 г., годината на основаването му и 1384 г., датата на смъртта на последния фландърски граф Луи II дьо Мал в Сент Омер.

## Предисловие
Графът на Фландрия е носител на наследствена титла като един от шестте първоначални светски перове на Френското кралство. Светските перове са висши благородници (графове и херцози, в т.ч. перовете с архиепископско достойнство) с церемониални длъжости, въведени при възкачването на престола на Хуго Капет. Сред тях фландърският граф е натоварен по време на коронация с кралския меч. Двама от фландърските графове са имали титлата Регенти на Франция:
- Балдуин V като настойник на Филип I, крал на Франция;
- Филип Елзаски, син на Тиери Елзаски, бива натоварен с опека над Филип Август.

Балдуин IX, най-известният фландърски граф, става император на Константинопол (1204).

## История

### Римска епоха и Ранно средновековие
Територията на Фландрия е позната на римските историографи от Късната Античност в състава на Белгика (Gallia Belgica) и е била населявана от племената на морините (les Morins), частично от нервиените (les Nerviens) и от менапиените (les Ménapiens). Тези народи оказали силна съпротива на Юлий Цезар, а през 68 г. под водачеството на батавския вожд Цивилис (Civilis) избухва ново въстание.
При Максимиан и Диоклециан там било въведено християнството от тримата мъченици Пиат, Хризол и Евхер (Piat, Chrysole et Eucher). През 445 г. Клодион Космати, вожд на франките, побеждава римляните, завладява тези земи и заема Турне и Камбре. След това нашествие за кратко настъпва мир, докато не последвали разоренията на Атила през 449 г.
През 486 г. Кловис I завладява Фландрия, която при наследниците му станала част от Неустрия и била администрирана от т.нар. „Горски“ управители.

### Установяване и разрастване на графството (866 – 1128 г.)

#### Ранен период: 866 – 879 г.
През IX век територията на Графство Фландрия се простира по дължината на долината на река Лейе (Лис), на запад от река Шелда, между Брюж и днешния Сент Омер (в района на Па дьо Кале във Франция).
Вердюнският договор от 843 г. и последвалите нашествия на норманите поставят графството в рамките на Кралство Франция. Неспособността на краля да се бори с норманите и техните набези довежда до нарастването на мощта на местните феодали. В тази обстановка се появява Балдуин I, първият от линията на фландърските графове. С титла на маркиз и богатство – чрез брак с Юдит Фландърска, дъщерята на крал Шарл Плешиви (през 863 г.), той упражнява властта си в земите на графствата Брюж, Гент и Мемписк (в района на град Берг, сега във Франция). Неговият наследник Балдуин II съединява тези територии в Графство Фландрия. При смъртта на Балдуин I († 879 г.) наследствеността на графската му титла бива призната от краля. Династията на Балдуин I управлява Фландрия до 1119 г., а след това от 1191 до 1280 г.

#### Фламандската мощ: 879 – 1070 г.
Балдуин II (879 – 918 г.) издига из цялото графство крепости (bourgs), за да се противопостави на безмилостните опустошения на викинги и нормани от периода 879 – 883 г. Той успява да разшири владенията си (придобиване на абатството на Сен-Бертен в Сент Омер). Наследникът му Арнулф I (918 – 965 г.) успява да разшири графството на юг до Канш (Арас, Дуе). Адалолф († 933 г.), възприема наследството на Булон и Терноа от своя брат Арнулф I, но това го конфронтира още тогава не само със самия крал, но и с други големи феодали, като херцога на Нормандия и графа на Вермандоа.
През 962 г. Арнул II Булонски успява вече с помощта на крал Луи IV да си възстанови властта над принадлежалото на баща му графство Булон, но поставено сега в зависимост от Графство Фландрия. Малолетието на двамата графове (Арнулф II и Балдуин IV) не водят до реално отслабване на могъществото на Балдуините. През 988 г. богатата вдовица на Арнулф II Фландърски Розала Италианска, строга настойница на Балдуин IV, се омъжва за капетинга и бъдещ крал Робер II, но Фландрия запазва независимостта си. Фламандската територия се е стабилизирала и основата ѝ няма да се промени през следващите два века – първоначалното ядро около Гент, Брюж, Лил и Сент Омер се управлява директно от графа; в южната арка графът е представляван от местни шамбелани, които не са господари на земите; още по-нататък, на юг и на изток, са васалните графства (Булон, Гюин, Хесден, Сен-Пол, Ланс). По този начин била ограничена опасността от вътрешно феодално раздробяване на графството.
Управлението на Балдуин IV (988 – 1035 г.) и най-вече това на Балдуин V (1035 – 1067 г.), който умира като настойник на френския крал Филип I и тъст на Вилхелм Завоевателя, представлява епохата на политически апогей на Фландрия от ранния период. След разширяването на юг графовете се ориентират в посока към Империята, отвъд река Еско. Императорите са създали там погранични марки (Валансиен, Енам, Антверпен) и са усилили властта на архиепископа на Камбре. Като отговор на това, фландърските графове завладяват Валансиен (ок. 1007 г.), разменен за областта Ваес на север от Гент, както и Катр-Метие, около Алост (между реките Еско и Дендре). Така е създадена една имперска Фландрия – оттогава фландърските графове са също и принцове на Свещената Римска империя. Бракът на бъдещия Балдуин VI (1030 – 1070 г.), с Ришилда, наследничката на Ено, прави възможен личния съюз на двете графства (1067 – 1070 г.).

#### От една династична криза към друга: 1070 – 1128 г.
Смъртта на Балдуин VI († 17 юли 1070 г.) предизвиква династична криза. Ено преминава към неговия по-малък син, докато Фландрия при смъртта на по-големия му син Арнул III († 1071 г.) отива към Робер I Фризийски (1071 – 1093 г.), брат на Балдуин VI, който завладява графството след кратък военен конфликт. Наследниците на Робер I управляват до 1119 г. – това са Робер II (1093 – 1111 г.) и Балдуин VII (1111 – 1119 г.). Наследствената власт над графството преминава по силата на унаследяването на братовчеда на Балдуин VII Карл I Добрия (1119 – 1127 г.), син на краля на Дания Кнут IV (1119 – 1127 г.).
Фландърските графове създават администрация, която позволява за първи път издигането на служители от простолюдието в социалната йерархия. Това е епоха на разчистване на гори за използването им за земеделски земи, появяват се първите „нови градове“, а населението на старите расте. Появяването на тъкачния занаят около 1100 г., при който се работи хоризонтално с педали, води до поставяне на ранните основи на текстилната индустрия в градовете. Оттук нататък тъкачеството ще заема много важно място в историята на графството. Търговията с английска вълна, позната с високо качество, увеличава работата и приходите от този занаят. Търговците и занаятчиите от градовете (Брюж, Гент, Лил, Арас, Сент-Омер, Дуе) започват да се организират в първите гилдии. Богатството на графството е толкова голямо, а администрацията достатъчно силна. Според културата на западната цивилизация излишъкът винаги води до война и така трима от неговите графове могат да отпътуват и да се отправят в Палестина като кръстоносци.
През периода 1125 – 1128 г. графството е силно дестабилизирано. Отдавна забравеният бич на глада избухва през 1125 г., след като кланът на Бертулф (или Бертолф), който е прево на църквата Сен Донатиен и бивш крепостен, издигнал се в графската администрация през 1091 г., е изобличен в спекулации с жито. На 2 март 1127 г. членове на клана убиват граф Шарл Добрия в църквата Сен Донатиен в Брюж по време на месата, отслужена на Пепелната сряда – един нечуван акт, който ще остави отпечатък върху цялата епоха. Преданите на графа благородници на Брюж и Гент въстават срещу Бертулф, който е екзекутиран.
Тъй като Шарл Добрия умира без да има наследници, кралят на Франция Луи Дебели, в качеството си на сюзерен, се намесва и налага кандидатурата на Гийом Клитон, син на херцога на Нормандия Робер II. На 23 март 1127 г. Клитон е интронизиран в графството и за да осигури добрия си прием обещава да даде първите свободи на градовете, както и да премахне данъка върху транспортирането на стоките и фиксирания данък върху земите. След като Гийом Клитон забравя за обещанията си фламандските градове използват това за претекст да предложат свой кандидат за граф – Тиери Елзаски. Тиери е внук на Робер Фризийски по линия на майка си Гертруда Фландърска. Това отключва военен конфликт между двамата претенденти, приключил година по-късно със смъртта на Гийом на 27 юли 1128 г., след като той е смъртно ранен от стрела на арбалет по време на обсадата на Алост.

### Политически и икономически апогей (1128 – 1280 г.)

#### Хегемония на Елзаската династия: 1128 – 1191 г.
Синът на Тиери II Лотарингски (1128 – 1168 г.) Тиери Елзаски и неговият син Филип Елзаски (1128 – 1191 г.) управляват мъдро въздигащият се патрициат на фламандските градове, като едновременно с това допускат и редица граждански свободи. Чрез една умела брачна политика, те увеличават територията на своето графство с придобиването на Графство Вермандоа и Амиен, Булон, а също така и седалището на архиепископството на Камбре. Текстилната индустрия напредва в своя бърз възход, който продължава до средата на XIII век, а търговския живот се организира около пет панаира – тези на Ипър, Брюж, Торхаут, Лил и Месин (Месен в сегашна Фландрия).
До около 1175 г. разчистването на нови земи позволява създаването на много нови градски центрове. Филип Елзаски пресушава блатата на Аа. Икономическата активност и значителното нарастване на населението създава условия за местни политически въжделения на зараждащата се буржоазията. Буржоата все повече заседавали в съветите на ешевените (общински чиновници, помощници на кмета, наричан бургмайстер), които започват малко по малко да контролират. Съгласувайки хартите на множество малки градове и като уеднаквяват тези на големите градове (Арас, Брюж, Гент, Дуе, Лил, Ипър, Сент-Омер) графовете удовлетворяват занаятчиите търговци, като си запазват контрола върху пазара. Те също установяват една по-ефективна администрация, като заместват в качеството им на техни представители шателаните (във феодалната йерархия заемащи място след бароните) с управители (балии), като продължават едновременно с това да събират данъка върху транспортирането на стоките. Така богатството позволява да бъдат задоволени религиозните и кавалерски идеали на графовете Тиери и Филип Елзаски, които се включват лично и с финансова подкрепа в Третия кръстоносен поход през 1189 г.
След смъртта на своя канцлер Робер Д`Ер политиката на Робер Елзаски, който няма преки наследници, се окачествява като по-непредпазлива. Графът не се противопоставя на младия Филип Август в желанието му да ожени за него своята племенница Изабел от Ено, предоставяйки ѝ в зестра Артоа (1180 г.). Кралят на Франция укрепва властта си върху тази провинция, като отнема от Фландрия също и Вермандоа (1184 – 1191 г.). През 1187 г., като последствие от борбите на своите граждани за независимост, град Турне също преминава в ръцете на френския крал.

#### Един император и две „велики графини“: 1191 – 1280 г.
И така една намалена територия преминава към сестрата на Филип Елзаски Маргарита I (1191 – 1194 г.). Нейният брак с Балдуин V от Ено позволява личен съюз между графовете на Фландрия и Ено, и възвръщането на по-старшия клон на Балдуините начело на графство Фландрия. Техният син Балдуин IX Фландърски (1194 – 1205 г.) частично разгромява Филип Август и през октомври 1197 г. му отнема Ер-сюр-ла-Лис и Сент-Омер. Филип Август решава да сложи край на войната с Фландрия и подписва през януари 1200 г. договора от Перон с Балдуин IX, който се признава за васал на краля на Франция. Фландърският граф възстановява една голяма част от Артоа. Престижът на графството е на своя връх, когато четвъртият кръстоносен поход е отклонен към Константинопол, където Балдуин IX е обявен за император (Балдуин I) в града (1204 г.), следвайки източноримските императори.
Този кратковременен политически престиж не попречва на Филип Август, след смъртта през 1205 г. на своя шурей Балдуин IX (Изабел от Ено, съпругата на Филип II Август, която починала през 1190 г., била сестра на Балдуин IX), да се погрижи за своите две осиротели племенници – Маргарита, на 3 години и Жана, на 7 години. Той жени последната за Феранд Португалски през януари 1211 г. Кралят на Франция кара младите съпрузи да подпишат договора от Понт-а-Венден на 24 февруари 1211 г., по силата на който си възстановява цялата област Артоа. Феранд, стремейки се да стане независим от своя сюзерен, организира коалиция с Йоан Безземни и император Отон IV, но бива победен и пленен в битката при Бувин на 27 юли 1214 г. Откаран в Париж, граф Феранд щял да остане затворен в един затвор на Лувъра чак до януари 1227 г.
Графиня Жана се оказва сама в управлението в строгите рамки на Парижкия договор (1214), който санкционирал окончателната загуба на Артоа. Тя трябвало да понесе строгия контрол на кралските представители и се нагърбва със събирането на огромен откуп за освобождаването на Феранд. Властта ѝ била до толкова отслабена, че била почти временно унищожена по време на узурпацията на Лъже-Балдуин (април – май 1225 г.). Тази авантюра, която била симптом на трудния социален и политически контекст, а впоследствие и преждевременната смърт на Луи VIII, ускоряват освобождаването на Феранд по силата на договора от Мьолюн от 1225 г. Договорът наложил на градовете и васалите на графа вярност пред краля в случай на бунт на техния пряк сюзерен. По това време Капетингите привлекли на своя страна фламандските благородници както с финансовото си разточителство, така и по силата на правото. В противовес на това Жана Константинополска и нейните наследници щели да се осланят, подобно на своите елзаски предшественици, на градовете. В действителност, въпреки трудностите тя твърдо поддържала търговските договорености с Англия, които гарантирали все повече растящия икономическия просперитет на градовете и защитава ефикасно търговията, най-вече давайки на градовете стриктна правна рамка (харти или keures). Без да има оцелели деца от двата си брака (втория с Томас II Савойски (1199 – 1259 г.), тя е наследена от сестра си Маргарита Константинополска след смъртта ѝ на 5 декември 1244 г.
Управлението на Маргарита II (1244 – 1279 г.) е белязано от нейния бурен частен живот. Оженена на десетгодишна възраст през 1212 г. за своя амбициозен настойник Бушар Д`Авен (Дом Авен), имала от него двама оцелели синове, но трябвало да се раздели с него по политико-религиозни причини. Оженена повторно през 1223 г. за Вилхелм дьо Дампиер (Дом Дампиер), тя имала от него пет деца. Възшествието ѝ на трона направил съдбовен трънливия проблем за наследяването, който бил утежнен от омразата на графинята към синовете от първия ѝ брак. В по-общия план на борбата между Църквата и Империята се разгърнала една изтощителна война за наследството между Авените, покровителствани от император Фридрих II и Дампиерите, фаворити на френския крал и поддържани от папата. Конфликтът, придружен от една война с Холандия, е белязан особено от апела от Ено на Маргарита II към Шарл Д`Анжу. Френският крал Луи IX слага край на конфликта, издавайки на 24 септември 1256 г. т.нар. „Едикт от Перон“ за разделянето, който повтарял един предходен такъв акт, издаден от него през 1246 г., а именно: на Дампиерите ще трябвало да се предаде богатата Фландрия, а на Авените – Ено. Освен това Зеландия ставала независимо графство под сюзеренитета на Фландрия.
Този конфликт струвал твърде скъпо на Маргарита II. Тя потъва в дългове и трябвало да търси помощта на градовете, като по този начин фактически се увеличава тяхното политическо значение. Но бляскавият просперитет, подкрепян от двете графини, не бил оспорен по време на управленията им. Жана увеличава хартите, регламентиращи ешевинажа на големите градове (в Гент със създаването на „39-те“, Брюж, Дуе, Ипър през 1228 г.), като възпроизвежда този модел и за малките градове и шатленажи (т.е. които имат шателани – châtelain идва от château – замък). Страната се покрива с кулите на кметствата (beffrois) – свидетелство за признатите и регламентирани свободи на общините. За графините градовете служат за противотежест на благородниците, присъединили се към кралската кауза. Панаирите и текстилната индустрия са систематично подкрепяни, като графския двор играе пълноправно ролята на арбитър. Населението продължава да расте, за което свидетелствува подновеното разчистване на земи през втората четвърт на XIII век, което осигурава икономическата експанзия. Практиката на тригодишно редуване на културите и прегрупирането на селата са един от феномените от този период във фламандското село, които позволяват поддържането до XVI век на зърнен добив от 20 до 24 hl/ha. До средата на века също така се предприема полдеризация на речните устия, започнала с Аа в предходния век. Маргарита разпорежда осъществяването на големи канализационни дейности. Фламандските търговци започват да изнасят сукното си в цяла Европа и стават кредитори на принцовете. Гент се възползва от местоположението си на границата на кралството с империята. Ипър се обръща към текстилната търговия. Арас, от сега нататък в Графство Артоа (създадено през 1237 г.) достига апогея си. Най-вече Брюж се превръща във важен център на търговията в Северна Европа. Освен платове и вълна през него минавали кожи и жито от Балтика, вина от Италия. Панаирите на Шампания влизат чрез Брюж във връзка с градовете на Ханзата. Малки градове изникват из цялото графство. Подобно на графините и буржоата започват да основат собствени болници и благотворителни начинания, за да покажат богатствата си, натрупани от търговия. Книжнината също бива окуражавана: Жана покровителствала Манесие (Manessier), а Маргарита – Жан и Балдуин дьо Конде.
Краят на управлението на Маргарита съвпада с една икономическа война с Англия (1270 – 1274 г.), завършила с много изгоден за кралството договор, който бил началото на вече започналото да деградира социално-икономическо положение. Маргарита предава окончателно властта си във Фландрия на своя син Ги дьо Дампиер, а в Ено – на своя внук Жан Д`Авен през 1279 г. Вследствие на това двете графства биват отново разделени след смъртта ѝ на 10 февруари 1280 г.

### Век на кризи (1280 – 1384 г.)

#### Кралските амбиции спрямо фламандците: 1280 – 1320 г.
Пред следващия период започва икономически упадък, белязан от промяната на търговските практики в Европа. Първите генуезки галери навлизат в пристанището на Брюж през 1280 г. Занаятчии и търговци щели сега да се разграничат – от активна, търговията станала пасивна. Тези промени биват придружени с обществени и политически кризи.
В самото начало на управлението на Ги дьо Дампиер (1279 – 1305 г.) избухват бунтове във фламандските градове (1280). Комунарите (les communiers) – дребни занаятчии и работници, не понасят повече заграбването на ешевинажа на градовете от едрата буржоазия. Те биват разбити, но градските олигарси, за да запазят властта и независимостта си спрямо графа, започват все по-често да търсят съдействието на краля. Постепенно отсега нататък започват да се срещат два противоположни лагера – градската олигархия и голяма част от благородниците били привържениците на краля на Франция. Те биват наричани les léliaerts, по лилията, която била емблема на френското кралство. Срещу тях застават les klauwaerts, по ноктите на лъва, прикачен на герба на Дампиерите, които били предимно комунари, верни на властта на графовете.
Луи IX, а след него синът му Филип III играят без да злоупотребяват играта на институциите. Всичко се променя с Филип Хубави (1285 – 1314 г.) и неговите правни съветници, които систематично започват да използват правото в полза на кралската власт. Така граф Ги се оказва лишен от каквато и да е свобода за маневри, поради което се вижда принуден да обяви открито бунт (1297 г.). Кралят организира нахлуване във Фландрия (1297 – 1300 г.). Граф Ги, който напразно търсил съюза на англичаните, бива пленен. Фландрия е брутално инкорпорирана в кралския домен. Несръчността и крайностите на управителя Жак дьо Шатийон предизвикат въстание на комунарите от Брюж, предводителствани от Пиер де Конинк и Жан Брейдел (Pierre de Coninck и Jean Breydel). По време на нощната служба в Брюж на 18 май 1302, рано сутринта, повече от 200 войници от френския гарнизон биват посечени, а други изгонени. Робер Д`Артоа, братовчед на Филип Хубави и конедатабъла Раул дьо Нел (Raoul de Nesle) се намесват в потушаването начело на армия от близо 10 000 души, но комунарите пресрещат френската кавалерия близо до Куртре и спечелват емблематичната Битка на златните шпори (La Bataille des Éperons d'Or) на 11 юли 1302 г. С тези шпори била украсена църквата Света Богородица в Куртре. Съгласно някои съвременни оценки битката наложила в областта фламандския език като официален, поради което се счита за рождена дата на фламандската нация, а понастоящем тази дата е възприета за официален празник на фламандската общност в Белгия.
Филип Хубави поема отново инициативата като се възползва от нерешената битка при Монс-ан-Певел (18 август 1304 г.), за да наложи договора от Атис-сюр-Орж (23 юни 1305 г.), който така и не бил ратифициран от фламандските градове, основно определени да погасяват обезщетенията за войната. Според една от версиите златните шпори били взети обратно от французите след тази битка. Договорът от Атис-сюр-Орж позволява на Робер III Фландърски, наречен Робер Бетюнски, да поеме управлението на графството (1305 – 1322 г.) и да наследи баща си Ги дьо Дампиер, умрял в затвора на замъка Понтоаз на 7 март 1305 г. Икономическият застой бива белязан с парично обезценяване и съперничеството между градовете (главно Гент и Брюж). Робер, все в неблагоприятното положение между краля и фламандските градове, систематично се възпротивява на кралската власт. При все това кралят завладява галиканска или валонска Фландрия, където говорели френски, като я държи като залог, заедно с шателанствата на Лил, Дуе и Бетюн. С договора от Потноаз било осигурено „прехвърлянето на Фландрия“. Подписан на 11 юли 1312 г. този договор окончателно отстъпва на краля галиканска Фландрия, заедно с Орши, като графът получава за компенсация част от рентата, предоставяна от градовете на краля. Последователните военни кампании на Луи Х Кресльото през 1312, 1313, 1314 и 1315 не успяват да наложат договора от Атис. Едва на 5 май 1320 г. граф Робер Бетюнски пристигна в Париж и се заклева във вярност на краля на Франция, отказва се от галиканска Фландрия и приема мирът да бъде установен с посредничеството на папа Жан XXII. На 2 юни кардинал Госелен, племенник на папата, присъства на официалното подписване на мира между Фландрия и Франция. Графството бива вече ограничено само в езикова зона.

#### Власт на градовете – власт на графовете: 1320 – 1384 г.
През 1337 г., при Луи I Фландърски, фламандските градове, по настояване на Жак Артевелд, капитан на корпорацията на пивоварите в Гент, признават за крал на Франция Едуард III Английски, като с това допринасят за започването на Стогодишната война между кралете на Франция и Англия.
През 1382 г., по настояване на Филип Артевелд Гент въстава срещу Луи II Фландърски и срещу Брюж, останал верен на графа. Французите идват на помощ на графа и под предводителството на Оливие дьо Клисон и на Луи II дьо Сансер, нанасят тежко поражение на фламандците при Русбек на 27 ноември 1382 г. В резултат на това според една от версиите те си възвръщат шпорите, загубени по време на Битката на златните шпори, като ги излагат в базиликата на Сен Дьони, на север от Париж. Според друга версия шпорите биват изпратени в Дижон, където и днес се намират в църквата Света Богородица.

### Бургундската епоха и последиците ѝ (1384 – 1555 г.)

#### Бургундската епоха: 1384 – 1482 г.
При смъртта на последния граф на Фландрия Луи дьо Мал в Сент-Омер през 1384 г., фландърското графство престава да бъде пряко зависимо феодално владение на френската корона и бива интегрирано в Бургундска Нидерландия след брака на Маргарита дьо Мал с херцога на Бургундия Филип Смели, по-малък син на френския крал Жан II Добрия.
Тази епоха била за градовете на Фландрия време на блясък и просперитет. Многолюдните градове на Гент, Брюж, Ипър и др. придобиват от търговията огромни богатства, но ревниви за своите свободи, те били постоянно във вражда със сеньорите си. Тези територии, с важното изключение на Княжество Лиеж, щели да бъдат включени в Бургундска Нидерландия (Графство Фландрия в 1384 г., Херцогство Брабант в 1430 г.).
След смъртта на Шарл Смели, който бил винаги във война с Луи XI (1465 – 1477 г.), Графство Фландрия се паднало на дъщеря му Мария Бургундска. Тя се омъжва за ерцхерцога Максимилиян I на Свещената империя и внася графството с всички негови зависими територии в двора на Австрия. Оттук произлизат дългите войни на Франция с този двор.

#### Към седемнадесет независими провинции: 1482 – 1555 г.
Мадридският договор през 1526 г., премахвайки васалитета на Фландрия, разбива последната връзка, която придържала тази страна към Франция. Карл V я инкорпорира към 17-те провинции, които формират Бургундския кръг, а по-късно се превръщат в Испанска Нидерландия (1549 г.).

### „Чуждестранни“ суверени (1555 – 1795 г.)
През 1581 г. Обединените провинции прокламират своята независимост и само Южна Нидерландия остава под испанска, а по-късно от 1713 г. под австрийска власт (Австрийска Нидерландия).

#### Испанска доминация
Пиренейският договор от 1659 г. предава на Франция няколко града във Фландрия и Антоа. Договорът от Ниймеген ѝ предава цяла Артоа и една голяма част от Фландрия, с малко парче от Ено и град Камбре (1678 г.).

#### Австрийска доминация
Утрехтският мир (1713 г.) предава Фландрия, която не била френска, на Австрия и тя преминава през 1740 г. към дома Лотарингия-Австрия, но все така оставайки неразделна част от Германската империя.
През 1792 г. Австрийска Нидерландия и Княжество Лиеж биват завладени от Франция, после отвоювани през 1793 г. от Австрия. Франция си ги възвръща през 1794 г., анексира ги през 1795 и ги окупира до 1814 г., образувайки департаментите на реките Лис и Еско. През 1814 г. днешната територия на Фландрия е дадена на краля на Нидерландия, който прави от нея две провинции. След въстанието на белгийците през 1830 г. тя остава в Белгия.

## Територия
Територията на Графство Фландрия отговаря само частично на територията на днешна Белгийска Фландрия. Тя е била по-обширна и се е намирала географски предимно по на запад (днешните провинции на фламандски Брабант, Антверпен и Лимбург не са били част от нея).
Историческа Фландрия се простира върху:
- Белгия с:
  - две от петте фламандски провинции на Белгия: Западна Фландрия (Брюж) и Източна Фландрия (Гент);
  - Романска Фландрия: историческата област Турнезис, днес присъединена към провинция Ено;
- Франция с:
  - фламандско-езичната френска Фландрия в северозападната част на френския Северен департамент, съставена от Blootland или Морска равнина (Дюнкерк) и от Вътрешна Фландрия или Сърцето на Фландрия с Утланд (Hazebrouck) и Равнината на Лис (Арментиер);
  - романска Фландрия (Лил, Дуе), продължение на Графство Фландрия в регионите с фламандска култура и пикардско наречие. Тези територии са били анексирани от Франция след обсадата на Лил от Луи XIV.
- Нидерландия – Зеландска Фландрия (на нидерландски: Zeeuws-Vlaanderen), един малък регион вмъкнат между Западна Шелда и Белгия, в южната част на провинция Зеландия.

От южната ѝ страна през 1237 г. е откъсната областта Артоа.